# Greenbrierský duch

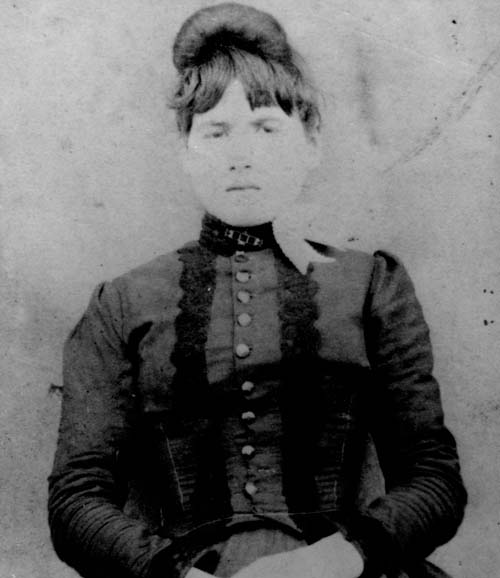
Elva Zona Heaster, oběť vraždy

Greenbrierský duch (anglicky: Greenbrier Ghost) je jméno, kterým je lidově nazývaný údajný duch Elvy Zony Heaster Shue, mladé ženy z Greenbrier County v Západní Virginii, která byla zavražděna v roce 1897. Jedná se o jediný známý případ v historii Spojených státu, kdy svědectví ducha pomohlo k usvědčení pachatele.

## Vražda
V roce 1896 Elva Zona Heaster (která užívala prostřední jméno Zona) potkala kováře jménem Erasmus „Edward” Stribbling Trout Shue, kterého si zakrátko vzala. Dne 23. ledna 1897 byla Zona nalezena doma mrtvá. Na místo byl zavolán Dr. Knapp, ale když dorazil, Zona byla manželem přenesena do ložnice, kde již byla připravena k pohřbu, oblečená do šatů s vysokým límcem, zakrytá závojem. Manžel plakající u těla doktorovi nedovolil, aby Zonu blíže vyšetřil, a doktor, neshledávající na těle žádné zvláštnosti uvedl jako příčinu smrti nějdříve „věčné mdloby” a poté „komplikace při porodu“.
Následujícího dne byla Zona pohřbena na místním hřbitově. Manžel se během pohřbu choval podivně. Kromě šatů s vysokým límcem a závojem, Zoně zakryl hlavu šálem a přestože neladil k šatům, Shue trval na tom, že si Zona přála být pohřbena se svým oblíbeným šálem.
Zonina matka Mary Jane Heaster, později prohlásila, že viděla ducha své dcery, který se jí údajně zjevoval ve snech čtyři noci. Podle jejího tvrzení, ji Zonin duch přišel sdělit, že ji zavraždil manžel. S příběhem, který jí údajně sdělil dceřin duch, Mary Jane Heaster navštívila místního prokurátora, Johna Alfreda Prestona a několik hodin ho přesvědčovala, aby otevřel případ dceřina úmrtí. Zda věřil příběhu o duchu, není známo, ale měl dost pochybností k tomu, aby vyslal své zástupce, aby znovu vyslechli ty, kteří byli s případem spojeni, včetně místního lékaře Dr. Knappa. Pravděpodobně také reagoval na veřejné mínění, protože mnoho místních věřilo, že Zona byla zavražděna.
Sám Preston si šel promluvit s Dr. Knappem, který prohlásil, že neprovedl kompletní prohlídku těla. To bylo považováno za dostatečný důvod pro provedení pitvy, proto byla nařízena exhumace a ustanovena vyšetřovací porota. Zonino tělo bylo prohlédnuto 22. února 1897 v prostorách místní jednotřídní školy. Pitva trvající tři hodiny zjistila, že Zona měla zlomený vaz. Podle zprávy zveřejněné 9. března 1897 „bylo zjištěno, že vaz byl zlomen a průdušnice rozdrcená. Na hrdle byly stopy prstů, které naznačovaly, že byla uškrcena. Krk byl vyklouben mezi prvním a druhým obratlem. Vazy byly natržené a přetržené.” Shue byl zatčen a obviněn z vraždy své manželky.

## Soud
Než soud začal, byl Erasmus Shue držen ve vazbě v Lewisburgu. Během této doby, vyšly na světlo nové informace o jeho minulosti. Dříve byl již dvakrát ženat. Jeho první manželství skončilo rozvodem, kdy ho žena obvinila z velké krutosti. Jeho druhá žena zemřela za záhadných okolností, méně než po roce po svatbě. Zona byla jeho třetí ženou. Erasmus Shue začal ve vězení sám mluvit o tom, jak si přál, aby měl sedm žen. Novinářům řekl, že si jej jistý, že bude osvobozen, protože proti němu nejsou žádné důkazy.
Soud začal 22. července 1897 a Mary Jane Heaster byla Prestonovu korunní svědkyní. Svůj výslech omezil na známá fakta o případu, vynechaje otázku jejích duchařských pozorování. Erasmův obhájce se snad v naději, že prokáže nespolehlivost svědkyně, rozsáhle dotazoval Mary Jane Heaster na návštěvy ducha její dcery, při křížovém výslechu. Tato taktika selhala, když Mary Jane nezaváhala ve své výpovědi i navzdory intenzivním dotěrnostem. Když obhajoba představila případ, soudce shledal, že je obtížné nařídit porotě, aby ignorovala příběh o duchovi, a zdálo se, že mu mnoho lidí v komunitě věří.
Následně byl Erasmus Shue 11. července shledán vinným za vraždu a odsouzen na doživotí. I přesto, „že Greenbrierský duch nikdy nebyl obžalobou během procesu zmíněn a nehrál žádnou roli v případu proti Shueovi”.
Před věznicí, kde byl Shue držen se shromáždil lynčující dav, který ho měl v úmyslu vzít z věznice a oběsit ho. Dav však rozpustil zástupce šerifa, dříve než mohlo k něčemu dojít. Čtyři z organizátorů, později za své činy čelili obvinění.
Erasmus Shue zemřel 13. března 1900 ve státní věznici v Moundsville v Západní Virginii jako oběť neznámé epidemie. Byl pohřben v neoznačeném hrobě na místním hřbitově.

Stát Západní Virginie nechal poblíž hřbitova, kde je Zona pohřbena, vztyčit státní historický milník na němž je uvedeno:
Na nedalekém hřbitově je pohřbena Zona Heaster Shue. Její smrt v roce 1897 byla považována za přirozenou, dokud se její duch nezjevil matce, aby popsal jak byla zabita manželem Edwarem. Pitva exhumovaného těla ověřila výpověď zjevení. Edward shledán vinným z vraždy, byl odsouzen do státní věznice. Jediný známý případ, kdy svědectví ducha pomohlo usvědčit vraha.

## V kultuře
Spisovatelka a amatérská historička Katie Letcher Lyle, ve své knize The Man Who Wanted Seven Wifes? The Greenbrier Ghost and the Famous Murder Mystery of 1897 (v překladu: Muž, který chtěl sedm žen: Greenbrierský duch a slavný případ záhadné vraždy z roku 1897), podala dramatizovaný popis Greenbrierského ducha. Svůj závěr o případu vysvětlila v roce 1999 v čísle časopise Wonderful West Virginia, kde sdělila, že si Mary Jane Heaster svůj příběh o duchovi pravděpodobně vymyslela, aby předložila přesvědčivý argument pro otevření případu své dcery. Uvedla: „Mary věděla, že (Shue) je chytrý, bezzásadový a přesvědčivý. Kdyby vraždil jednou, mohl vraždit znovu. Možná se bála, že pokud nikdo nepotvrdí její obvinění, Shue se ukáže jako extrémně nebezpečný. Takže tím, že předstírala, že dostala zprávu přímo od Zony, mohla apelovat na pověrčivost svých sousedů a získat tak velkou pozornost veřejnosti. Jak se ukázalo, příběh o duchovi nakonec nepotřebovala, protože Shue byl dle všeho odsouzen pro každý přečin, striktně podle pozemských soudů, bez jakýchkoliv nadpozemských duchů.”
Příběh Greenbrierského ducha je námětem čtyř divadelních adaptací. Na příběhu je založen román Unquiet Grave Sharyn McCrumb z roku 2017. Pořad Comedy Central Drunk History profiloval Greenbrierského ducha a následný soud v epizodě „Believ It or Not” z roku 2018 (6. sezóna, 9. epizoda).